# Bénéfice avant intérêts et impôts
Le bénéfice avant intérêts et impôts (BAII) ou résultat avant intérêts et impôts (anglais : « earnings before interest and taxes », EBIT) est un élément clé de la comptabilité des sociétés. Il s'agit du résultat duquel sont déduits les intérêts des débiteurs et les impôts.
Il correspond au chiffre d'affaires net duquel sont déduites les charges d'exploitation (telles que salaires, cotisations sociales, matières, énergie, etc.). Il se distingue du bénéfice net par le fait que les charges et produits financiers (intérêts actifs et passifs, produits et charges de titres) ainsi que les impôts sur le bénéfice ne sont pas pris en compte.
Dans la norme comptable française il correspond au résultat courant avant impôt (RCAI) ou au résultat d'exploitation si l'entreprise n'a pas de dette financière auquel cas les intérêts seront soustraits du résultat d'exploitation, laissant ainsi place au RCAI. 

## EBITDA
Si les amortissements et réévaluations ne sont pas non plus pris en compte, on parlera alors d'EBITDA, le D désignant l'amortissement des immobilisations corporelles (telles que bâtiments, machines ou véhicules) alors que le A désigne l'amortissement des immobilisations incorporelles (brevets, licences, goodwill). Il ne correspond pas à l'EBE avec lequel il peut être confondu.

## EBITDAR
EBITDAR signifie en anglais « earnings before interest, taxes, depreciation, amortization and rent ». L'EBITDAR déduit du chiffre d'affaires net les charges d'exploitation, mais ne prend pas en compte les charges financières et fiscales, la dépréciation du stock et des immobilisations, les amortissements et les divers loyers. Sa définition comptable est dépendante des normes comptables et une variation est possible entre les normes françaises (french GAAP) et les normes IFRS. 
L'EBITDAR est particulièrement pertinent pour les sociétés à forte consommation de CAPEX. Cet agrégat comptable permet alors de donner un indicateur de rentabilité de l'entreprise avant les charges financières (locations et crédits-bails) liées à ses machines. 